# ماشین کابلی

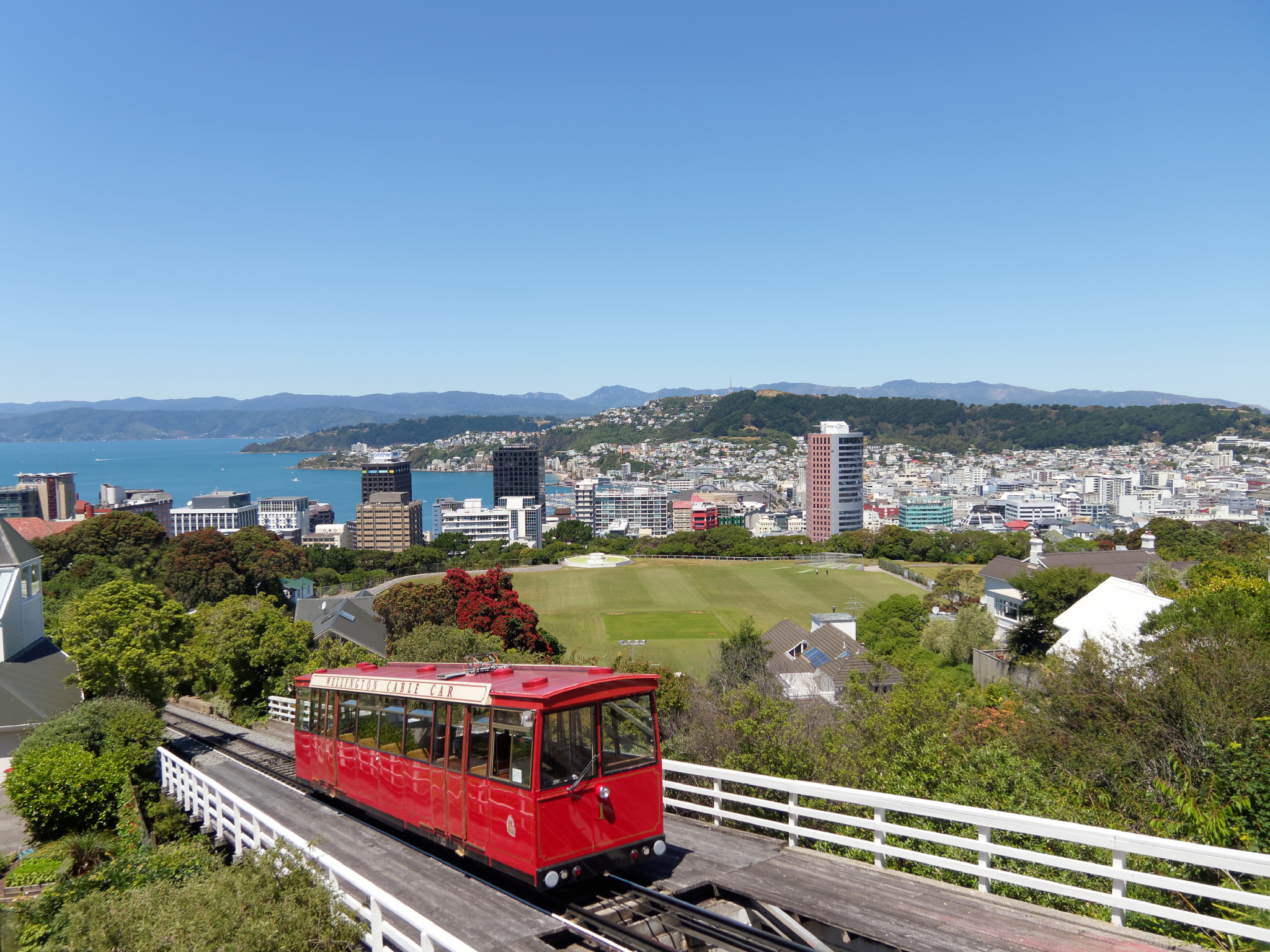
ماشین کابلی ولینگتون، نیوزیلند

ماشین کابلی به گونه‌ای وسیله نقلیه گفته می‌شود که به کابل متصل بوده که در یک حلقه بسته در حال چرخش است. از ماشین کابلی برای انتقال کالا و انسان از نقطه‌ای به نقطه دیگر استفاده می‌شود.
تله کابین نمونه‌ای از ماشین کابلی است و نمونه‌های مدرن آن در شهرها و فرودگاه‌ها برای انتقال مسافران استفاده می‌شود.
هزینه این گونه ماشین‌های کابلی بسیار پایین‌تر از مترو بوده و دارای همان کارایی است اما معمولاً در مسیرهای کوتاه حداکثر چند کیلومتری قابل جایگزین است.